# Magny-Saint-Médard
Magny-Saint-Médard – miejscowość i gmina we Francji, w regionie Burgundia-Franche-Comté, w departamencie Côte-d’Or.
Według danych na rok 1990 gminę zamieszkiwało 209 osób, a gęstość zaludnienia wynosiła 19 osób/km² (wśród 2044 gmin Burgundii Magny-Saint-Médard plasuje się na 702. miejscu pod względem liczby ludności, natomiast pod względem powierzchni na miejscu 863.).